# Landtagswahl in Sachsen-Anhalt 1998
- PDS: 25
- SPD: 47
- CDU: 28
- DVU: 16

- Regierung: 47
- Duldung: 25
- Opposition: 44

Die Landtagswahl in Sachsen-Anhalt 1998 fand am 26. April statt. Sie führte zu leichten Gewinnen bei der SPD, zweistelligen Verlusten bei der CDU und dem erstmaligen Einzug der DVU in den Landtag.

## Ausgangslage
Bei der Landtagswahl 1994 erhielt weder die bis dahin regierende schwarz-gelbe Koalition unter Ministerpräsident Christoph Bergner (CDU) noch eine rot-grüne Koalition eine Mehrheit, da die CDU nur knapp vor der SPD stärkste Partei wurde und die FDP am Einzug in den Landtag scheiterte. Daher wurde unter Ministerpräsident Reinhard Höppner (SPD) eine rot-grüne Minderheitsregierung unter Tolerierung der PDS gebildet (Magdeburger Modell).

## Wahlkampf
Die DVU trat in Sachsen-Anhalt 1998 erstmals bei einer Wahl in einem der neuen Bundesländer an. Die Wahlwerbeslogans waren vor allem gegen die bereits im Parlament vertretenen Politiker gerichtet: „Nicht das Volk – die Politbonzen sollen stempeln gehen!“ und „Deutsche lasst euch nicht zur Sau machen. DVU – Der Protest bei der Wahl gegen Schweinereien von oben“. Insbesondere wurden politisch Unzufriedene mit dem Slogan „Protest wählen – Deutsch wählen“ beworben. Der finanzielle Aufwand des Wahlkampfs betrug etwa 1,5 Millionen Euro.

## Umfragen
Vor der Wahl wurden verschiedene Umfragen durchgeführt. Die Umfragewerte für die SPD lagen mit 38 bis 47 % immer deutlich über dem tatsächlichen Ergebnis von 35,9 %. Die CDU wurde mit Werten von 22 bis 33 % (tatsächliches Ergebnis: 22,0 %) teilweise richtig, teilweise etwas zu stark eingeschätzt. Die Umfragewerte für die PDS waren mit 16 bis 20 % immer nahe beim Wahlergebnis von 19,6 %. Wurde in den Umfragen zuerst den Grünen mit Werten bis zu 7 % Chancen auf einen Einzug in den Landtag eingeräumt und der FDP ein Ergebnis hinter den Grünen prophezeit, kehrte sich dieser Trend in der Woche vor der Wahl um, sodass die FDP mit 4 % vor den Grünen mit 3 % lag, was dem tatsächlichen Ergebnis von 4,2 % für die FDP und 3,2 % für die Grünen entsprach. Die DVU wurde durchgängig in allen Umfragen deutlich zu niedrig eingeschätzt; die Umfragewerte von maximal 6 % lagen deutlich unter dem Wahlergebnis von 12,9 %.
| Institut                | Datum      | SPD    | CDU    | PDS    | FDP   | GRÜNE | Sonstige                  |
| ----------------------- | ---------- | ------ | ------ | ------ | ----- | ----- | ------------------------- |
| Infratest dimap         | 29.01.1998 | 38 %   | 33 %   | 16 %   | 03 %  | 7 %   | 03 %                      |
| Infratest dimap         | 12.03.1998 | 45 %   | 25 %   | 16 %   | 04 %  | 05 %  | 05 %                      |
| Forsa                   | 18.03.1998 | 44 %   | 24 %   | 19 %   | 03 %  | 04 %  | REP 4 % Sonstige 2 %      |
| Forschungsgruppe Wahlen | 08.04.1998 | 44 %   | 25 %   | 17 %   | 04 %  | 04 %  | 06 %                      |
| Forsa                   | 08.04.1998 | 44 %   | 24 %   | 20 %   | 03 %  | 04 %  | REP 3 % Sonstige 2 %      |
| Infratest dimap         | 09.04.1998 | 47 %   | 25 %   | 16 %   | 03 %  | 04 %  | 05 %                      |
| Polis                   | 20.04.1998 | 44 %   | 22 %   | 19 %   | 04 %  | 05 %  | DVU/REP 6 % Sonstige 3 %  |
| Forsa                   | 20.04.1998 | 41 %   | 22 %   | 19 %   | 04 %  | 03 %  | DVU 6 % Sonstige 5 %      |
| Infratest dimap         | 23.04.1998 | 42 %   | 26 %   | 17 %   | 05 %  | 03 %  | DVU 6 % Sonstige 1 %      |
| Amtliches Endergebnis   | 26.04.1998 | 35,9 % | 22,0 % | 19,6 % | 4,2 % | 3,2 % | DVU 12,9 % Sonstige 2,2 % |

## Wahlergebnis

### Amtliches Endergebnis

Wahlkreisgewinner (Erststimmenmehrheiten)

| Listen                                              | Listen            | Erststimmen | Erststimmen | Erststimmen | Erststimmen | Zweitstimmen | Zweitstimmen | Zweitstimmen | Zweitstimmen | Mandate | Mandate |
| Listen                                              | Listen            | Stimmen     | %           | +/-         | Mandate     | Stimmen      | %            | +/-          | Mandate      | Anzahl  | +/-     |
| --------------------------------------------------- | ----------------- | ----------- | ----------- | ----------- | ----------- | ------------ | ------------ | ------------ | ------------ | ------- | ------- |
|                                                     | SPD               | 578.850     | 39,4        | +7,1        | 47          | 536.501      | 35,9         | +1,8         | –            | 47      | +11     |
|                                                     | CDU               | 396.670     | 27,0        | –8,1        | 2           | 329.282      | 22,0         | –12,4        | 26           | 28      | –9      |
|                                                     | PDS               | 342.647     | 23,3        | +2,8        | –           | 293.475      | 19,6         | –0,2         | 25           | 25      | +4      |
|                                                     | DVU               | –           | –           | N/A         | –           | 192.352      | 12,9         | N/A          | 16           | 16      | +16     |
|                                                     | FDP               | 88.631      | 6,0         | +2,2        | –           | 63.250       | 4,2          | +0,7         | –            | –       | –       |
|                                                     | GRÜNE             | 47.007      | 3,2         | –3,6        | –           | 48.542       | 3,2          | –1,8         | –            | –       | –5      |
|                                                     | future!           | –           | –           | N/A         | –           | 11.434       | 0,8          | N/A          | –            | –       | –       |
|                                                     | REP               | 1.663       | 0,1         | –0,4        | –           | 10.239       | 0,7          | –0,7         | –            | –       | –       |
|                                                     | FORUM             | 574         | 0,0         | N/A         | –           | 6.355        | 0,4          | N/A          | –            | –       | –       |
|                                                     | DMP               | –           | –           | N/A         | –           | 4.101        | 0,3          | N/A          | –            | –       | –       |
|                                                     | md-p              | 579         | 0,0         | N/A         | –           | –            | –            | N/A          | –            | –       | –       |
|                                                     | PBC               | 377         | 0,0         | N/A         | –           | –            | –            | N/A          | –            | –       | –       |
|                                                     | Einzelbewerber    | 11.931      | 0,8         | –0,4        | –           | –            | –            | –            | –            | –       | –       |
| Gesamt                                              | Gesamt            | 1.468.929   | 100         |             | 49          | 1.495.531    | 100          |              | 67           | 116     | +17     |
|                                                     |                   |             |             |             |             |              |              |              |              |         |         |
| Ungültige Stimmen                                   | Ungültige Stimmen | 66.504      | 4,3         | +1,0        |             | 39.902       | 2,6          | –1,4         |              |         |         |
| Wähler                                              | Wähler            | 1.535.433   | 71,5        | +16,6       |             | 1.535.433    | 71,5         | +16,6        |              |         |         |
| Wahlberechtigte                                     | Wahlberechtigte   | 2.148.365   |             |             |             | 2.148.365    |              |              |              |         |         |
|                                                     |                   |             |             |             |             |              |              |              |              |         |         |
| Quellen: Statistisches Landesamt, Stimmen - Mandate |                   |             |             |             |             |              |              |              |              |         |         |

### SPD

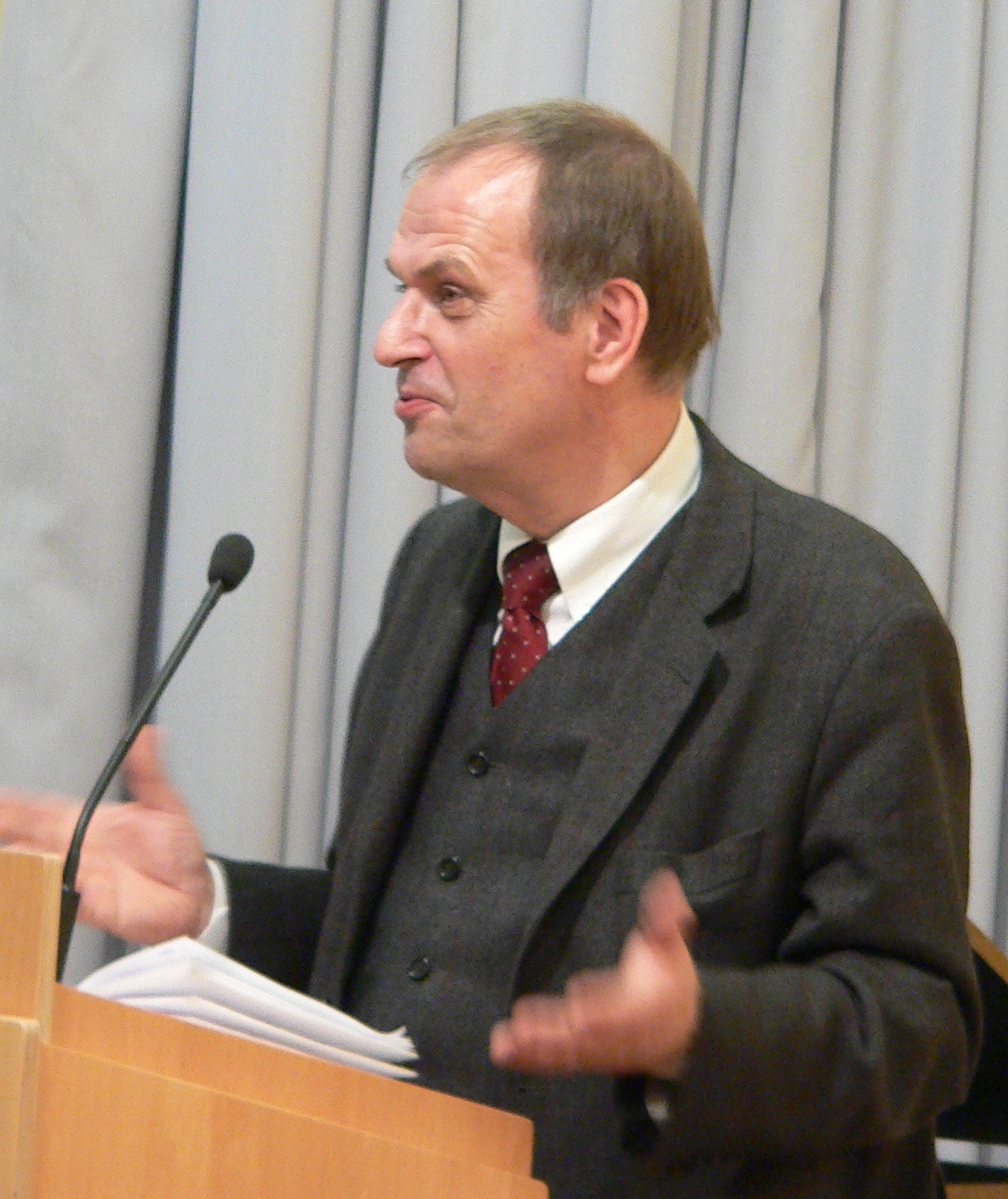
Ministerpräsident ab 1994, bei der Wahl 1998 im Amt bestätigt: Reinhard Höppner, SPD (Foto von 2008)

Die SPD wurde zum ersten und bis dato (2023) einzigen Mal stärkste Partei in Sachsen-Anhalt mit deutlichem Vorsprung vor CDU und PDS. Erzielte sie bei den Zweitstimmen Stimmenzuwächse von knapp zwei Prozentpunkten, konnte sie ihren Erststimmenanteil um mehr als sieben Prozentpunkte steigern und erzielte 47 von 49 Direktmandaten.

### CDU
Die CDU musste nach dem amtlichen Endergebnis zweistellige Verluste hinnehmen. War sie 1994 noch knapp vor der SPD stärkste Partei geworden, war sie nun fast 13 Prozentpunkte hinter der SPD auf dem zweiten Platz und erreichte mit nur noch 22 Prozent ihr bis heute (2021) schlechtestes Ergebnis in Sachsen-Anhalt und lag zum ersten Mal unter 30 Prozent. Bei den Erststimmen waren die Verluste deutlich niedriger als bei den Zweitstimmen, wobei sie landesweit mit Curt Becker im Wahlkreis Naumburg und Thomas Webel im Wahlkreis Wolmirstedt nur noch zwei Direktmandate (von 49) erreichte.

### PDS
Die PDS verlor leicht an Stimmen, konnte ihr Zweitstimmenergebnis von 1994 jedoch annähernd halten. Bei den Erststimmen konnte sie Gewinne von knapp drei Prozentpunkten verbuchen, verlor jedoch ihre beiden Direktmandate von 1994.

### DVU
Die DVU erreichte mit 12,9 % ihr höchstes Wahlergebnis überhaupt und konnte als erste Partei rechts von der CDU in ein ostdeutsches Landesparlament einziehen. In der Wählergruppe der 18- bis 20-Jährigen wurde die DVU in Magdeburg stärkste Partei. Der DVU-Abgeordnete Rudi Wiechmann wurde Alterspräsident des Landtags.

### FDP
Die FDP erzielte sowohl bei den Erst- als auch den Zweitstimmen deutliche Stimmengewinne, verfehlte jedoch mit einem Zweitstimmenanteil von 4,2 % den Einzug in den Landtag.

### GRÜNE
Die Grünen, die 1994 den Einzug in den Landtag noch knapp geschafft hatten, verloren deutlich, lagen mit einem Zweitstimmenanteil von 3,2 % hinter der FDP und verfehlten den Wiedereinzug somit deutlich.

## Konsequenzen

### Regierungsbildung
Da die Grünen aus dem Landtag ausschieden, konnte Reinhard Höppner nicht mit seiner rot-grünen Minderheitsregierung weiter regieren. Obwohl die SPD nur 40,5 % der Landtagssitze auf sich vereinen konnte, wurde eine SPD-Alleinregierung unter Tolerierung der PDS (Magdeburger Modell), das Kabinett Höppner II, gebildet.